# Rhynchaglaea
Rhynchaglaea is een geslacht van vlinders van de familie Uilen (Noctuidae), uit de onderfamilie Cuculliinae.

## Soorten
- R. discoidea Ronkay, Hreblay & Peregovits
- R. fuscipennis Sugi, 1958
- R. hemixantha Sugi, 1980
- R. scitula Butler, 1879
- R. taiwana Sugi, 1980